# Straight Point
Straight Point ist eine Landspitze an der Kanalküste nahe Exmouth in der Grafschaft Devon im Südwesten Englands.

## Lage
Straight Point liegt circa sechzehn Kilometer südlich der Stadt Exeter, vier Kilometer südöstlich von Exmouth und etwa elf Kilometer südwestlich von Sidmouth. Westlich von Straight Point erstreckt sich die Sandy Bay, an deren westlichem Ende sich Orcombe Point befindet. An der Ost-Seite von Straight Point befindet sich die kleine Bucht Otter Cove und etwas weiter östlich liegt das Dorf Budleigh Salterton.
Die Landzunge Straight Point wird von den Marines als Schießplatz genutzt.

## Geologie

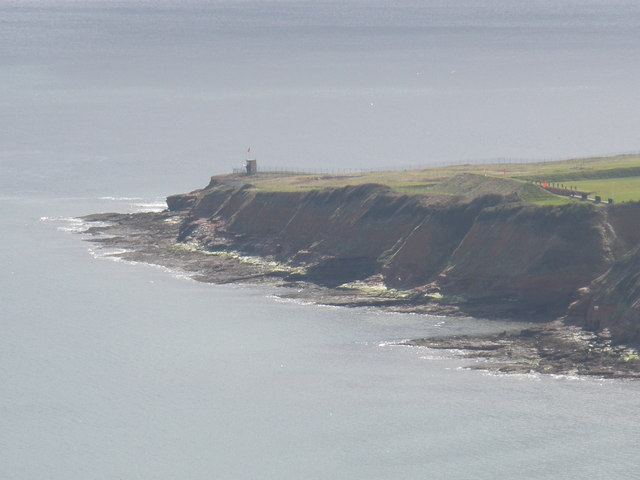
Straight Point bei Ebbe, Blick von Nordosten. Deutlich sichtbar ist die dem Kliff vorgelagerte Brandungsplattform.

Die Steilküste des Ärmelkanals in Ost-Devon und Dorset gehört zu den Naturwundern der Welt. Von Orcombe Point bis zu Old Harry Rocks erstreckt sich ein 155 Kilometer langer Küstenstreifen, der als erste Landschaft in England von der UNESCO zum Weltnaturerbe erklärt wurde. Straight Point ist Teil dieser sogenannten Jurassic Coast.
Die Gesteinsschichten der Jurassic Coast sind leicht nach Osten verkippt. Die geologisch ältesten Gesteine befinden sich daher im westlichsten Abschnitt dieses Küstengeotops. Nach Osten hin nimmt das mittlere Alter der Gesteine sukzessive ab. Die natürlichen Aufschlüsse entlang der Küste bilden eine weitgehend kontinuierliche Abfolge, die von Ablagerungen der Trias, über die des Jura bis hin zu jenen der Kreidezeit reicht und einen erdgeschichtlichen Zeitraum von insgesamt etwa 185 Millionen Jahren repräsentiert. Der Ablagerungsraum, der die Sedimentserien der Jurassic Coast seinerzeit aufnahm, ist das sogenannte Wessex Becken.
Orcombe Point bildet den Ausgangspunkt für den „walk through time“, den Marsch durch die Zeit entlang der Jurassic Coast und Straight Point liegt nur wenige Kilometer weiter östlich. Daher befindet man sich hier immer noch im geologisch ältesten Teil der Jurassic Coast.
Die roten Felsen an der Steilküste bei Straight Point bestehen aus Schichten, die lithostratigraphisch als „Exmouth Mudstone and Sandstone Formation“ (in etwa übersetzbar mit „Exmouth-Ton-und-Sandstein-Formation“) bezeichnet werden, und die wiederum zur „Aylesbeare Mudstone Group“ („Alyesbeare-Tonstein-Gruppe“) gehören. Die Exmouth-Formation besteht allgemein aus rotbraunen siltigen Tonsteinen, in welche Linsen aus rotbraunem Sandstein eingeschaltet sind, die im späten Perm und/oder in der frühen Trias in einer Flussebene unter semiariden bis semihumiden klimatischen Bedingungen abgelagert wurden. Damit ist die Exmouth-Formation sowohl hinsichtlich ihrer Entstehung als auch ihres Alters und ihrer Petrographie eng verwandt mit einigen bedeutenden permischen und triassischen Sedimentserien in Mitteleuropa, z. B. mit der Tambach-Formation des Thüringer Waldes oder dem in Deutschland weit verbreiteten Buntsandstein.
Die Abfolge im Kliff von Straight Point ist Teil des Typus-Profils der Exmouth-Formation.
Bei Straight Point ist der Anteil an Sandsteinen in der Abfolge der Exmouth-Formation besonders hoch. Dass diese Sandsteine der Abrasionswirkung von Wellen und Brandung besser widerstehen können, als die Tonsteine, welche die Kliffs westlich und östlich von Straight Point überwiegend aufbauen, ist letztlich ursächlich dafür, dass diese Landspitze überhaupt erst entstehen konnte. Aufgrund der relativ hohen Erosionsresistenz dieser Sandsteine hat sich an der Süd- und Ostseite von Straight Point zudem eine schmale Brandungsplattform knapp über dem Ebbniveau ausgebildet.